# Пименов, Николай Игоревич
Николай Игоревич Пименов (29 марта 1958, Москва, РСФСР, СССР) — советский гребец (гребля академическая). Заслуженный мастер спорта СССР (1981). Тренировался у А. И. Афонькина, К. А. Качаева, П. К. Чернова, О. С. Голованова.

## Достижения
- Серебряный призёр Олимпийских игр 1980 в двойке без рулевого (с Ю.Пименовым).[4]
- Чемпион Мира 1981,1985,1986 в двойке без рулевого. Серебряный призёр чемпионата Мира 1979,1990 в двойке без рулевого 1983 в четверке без рулевого.[5]
- Победитель Международной Мангеймской регаты 1979,1980,1981,1982
- Победитель открытого Чемпионата Франции 1981[6]
- Победитель Международной Люцернской регаты 1979,1981
- Победитель Международной регаты на приз Королевской ассоциации паруса и гребли Нидерландов 1983
- Чемпион СССР 1978—1994
- Награждён высшей наградой Международной федерации академической гребли ФИСА медалью Томаса Келлера.[7]

Является тренером сборной России, специализируясь на мужских экипажах с парным веслом.